# 小金県
小金県（しょうきん-けん、ツェンラ, btsan lha）は中国四川省アバ・チベット族チャン族自治州の南部に位置する県。人口は8.2万人（2013年）で、主要民族はチベット族、漢族、回族。

## 地理
東経102度01分から102度59分、北緯30度35分から31度43分の間に広がる。北は馬爾康市に、東は理県と汶川県に、南は宝興県と康定市に、西は丹巴県と金川県に接する。チベット高原の東縁にあり、邛崍山脈と夾金山脈が県内を貫く。これらの高い山脈が、長江の大きな支流である岷江と大渡河と青衣江の分水嶺にもなっている。
邛崍山脈中部の高峰で汶川県との境にある四姑娘山（主峰の么妹峰は海抜6,240mに達する）のほか、双橋溝、長坪溝、海子溝などが主な観光地。

## 歴史
旧名は懋功。大渡河の大きな支流のひとつ小金川が流れることから現在の県名となった。1935年6月、長征の途中、根拠地を追われ中国西南部をばらばらに進んできた中国工農紅軍の紅一方面軍（毛沢東指揮下）と紅四方面軍がこの地で合流しており、長征の足跡をしのぶ革命の聖地でもある。

## 行政区画
| 区分 | 数 | 名称                                                   |
| ---- | -- | ------------------------------------------------------ |
| 鎮   | 7  | 美興 四姑娘山 両河口 達維 沃日 宅壟 八角               |
| 郷   | 11 | 崇徳 新橋 美沃 沙龍 日爾 結斯 木坡 撫辺 窩底 汗牛 潘安 |

県庁所在地は美興鎮にある。

## 交通

### 道路
国道
- G350国道（中国語版）
- G351国道（中国語版）

## 健康・医療・衛生
- 小金県人民医院